# روح‌الله حسینی
سید روح‌الله حسینی (۱ مهر ۱۳۵۷) یک بوکسور بازنشسته اهل ایران و رئیس فدراسیون بوکس ایران است. وی در ۲۷ تیر ۱۴۰۲ برای چهار سال با ۴۲ رأی به ریاست فدراسیون بوکس رسید. حسینی در سال ۱۳۹۴ نایب‌رئیس فدراسیون بوکس ایران، مدیر تیم‌های ملی و رئیس کمیته فنی بوکس ایران نیز بوده‌است.
وی در وزن ۹۱ کیلوگرم بوکس بازی‌های المپیک تابستانی ۲۰۰۰ شرکت کرده‌است. حسینی مدال برنز وزن ۹۱+ کیلوگرم بازی‌های آسیایی ۲۰۱۰<. وی دارنده مدال طلای سنگین‌وزن قهرمانی آسیا در ویتنام
را در کارنامه دارد. حضور در المپیک ۲۰۰۰سیدنی /مدال نقره قهرمانی آسیا ۲۰۰۲مالزی در وزن ۹۱کیلو همچنین مدال طلای قهرمانی آسیا در کره جنوبی ۱۹۹۱ برنز بازیهای آسیایی ۱۹۹۸تایلند/برنز آسیایی بازیهای آسیایی ۲۰۱۰چین